# Ла Манш
Ла Манш (на френски: La Manche – Ръкавът; на английски: English Channel – Английски канал), или членувано като Ламанша и Ламаншът, е проток между остров Великобритания на север и западното крайбрежие на Европа – Франция на юг и югоизток. Заедно с тесния проток Па дьо Кале свързва Северно море на североизток с Атлантическия океан на запад.
По времето на Римската империя протокът е наричан Британски океан (Oceanus Britannicus), а през Средновековието – Британско море.
Образувал се е при разтопяването на континенталния ледник покривал Северна Европа в началото на кватернера. В него са разположени Нормандските острови, които са автономни субекти, но същевременно коронно владение на британския монарх.

## Географска характеристика
Дължина – около 520 km, ширина на запад – до 240 km, на изток – 34 km, дълбочина на фарватера – 35 m, максимална дълбочина – 172 m. В източната част на протока има множество плитчини, които затрудняват корабоплаването. Западните ветрове, духащи почти целогодишно, обуславят устойчивото източно морско течение със скорост в най-тясната част до 3 km/h. Приливите са полуденонощни, като височината им в отделни места достига до 12,2 m (залива Сен Мало).

## Стопанско значение
- Ла Манш има важна охранителна роля за Великобритания в редица войни в региона – например срещу Непобедимата армада.
- Протокът е важен морски път, който свързва големите пристанища на Северно море (Ротердам, Хамбург и др.) с Атлантическия океан;.
- Ла Манш е важно условие за развитието на градовете във Франция и Великобритания, разположени по брега на протока.
- Протокът се характеризира с преобладаващо мъгливо и ветровито време, което затруднява корабоплаването в него.
- От 1994 г. под най-тясната част на протока в резултат на френско-британски проект е изграден Тунел под Ла Манш, известен още като Евротунел. Тунелът е важно пътно съоръжение за Западна Европа.
- Основни морски пристанища са: Портсмут, Саутхамптън, Плимут (Великобритания) Хавър, Шербур ан Котантен (Франция).[2]

## Преплуване
Световният рекорд за преплуване на Ла Манш принадлежи на австралиеца Трент Гримзи – 6:55 часа през 2012 г., когато подобрява рекорда на българина Петър Стойчев.